# Mibora minima
Espèce
Mibora minima est une espèce de plantes monocotylédones de la famille des Poaceae, sous-famille des Pooideae, originaire d'Europe  et d'Afrique du Nord.
Ce sont des plantes herbacées annuelles, cespiteuses, de petite taille (de 2 à 15 cm de haut), aux inflorescences en racèmes ou épis lâches de couleur violette de 0,5 à 2 cm de long,.

## Synonymes
Selon Catalogue of Life (15 novembre 2016) :
- Agrostis minima L.
- Chamagrostis desvauxii (Lange) Nyman
- Chamagrostis littorea Samp., pro syn.
- Chamagrostis minima (L.) Borkh.
- Chamagrostis minima var. elongata Hack.
- Chamagrostis minima var. virescens Döll
- Chamagrostis verna Sloboda, nom. superfl.
- Knappia agrostidea Sm., nom. superfl.
- Knappia verna Trin., orth. var.
- Knappia vernalis Trin., nom. superfl.
- Mibora desvauxii Lange
- Mibora minima var. elongata (Hack.) Husn.
- Mibora minima subsp. littorea S.Ortiz, Rodr.Oubiña & Guitián, nom. inval.
- Mibora verna P.Beauv., nom. superfl.
- Mibora verna var. elongata (Hack.) Rouy
- Poa minima (L.) Stokes
- Sturmia minima (L.) Hoppe
- Sturmia verna Pers., nom. superfl.